# Austrothemis
Genre
Austrothemis est un genre d'insectes de la famille des Libellulidae appartenant au sous-ordre des anisoptères dans l'ordre des odonates. Il ne comprend qu'une seule espèce : Austrothemis nigrescens. 
Diplax est un synonyme de ce genre.

## Espèce du genreAustrothemis
Espèce du genre Austrothemis
- Austrothemis nigrescens Martin, 1901 :